# تيماء (الكويت)
تيماء، منطقة من مناطق محافظة الجهراء في الكويت. معناها الأرض التي لا ماء فيها.